# Eupodium pittieri
Eupodium pittieri là một loài dương xỉ trong họ Marattiaceae. Loài này được Maxon Christenh. mô tả khoa học đầu tiên năm 2010.